# Берлаге, Антоний
Анто́ний Берла́ге (нем. Anton Berlage; Мюнстер 21 декабря 1805 — Мюнстер 6 декабря 1881) — немецкий католический богослов, священник, писатель.
Антоний изучал богословие и философию, когда учился в гимназии Мюнстера, а после того как её закончил, то поступил в Боннский университет в 1826 году. Вильгельм Эссер (нем. Wilhelm Esser) в Мюнстере, и особенно Георг Гермес в Бонне, развили в Берлаге способности к богословским рассуждениям. Позже, совершенствуя образование в Тюбингенском университете с 1829 по 1830 год, Берлаге под влиянием Иоганна Себастьяна фон Драя, Иоганна Баптиста фон Хиршера и Иоганна Адама Мюхлера,  создал свою историческую методология. Берлаге стал доктором богословия в университете Мюнхена и здесь же был рукоположен в диакона; после началась его долгая карьера в качестве профессора в Академии Мюнстера,  в его родном город, где он преподавал до самой смерти. В 1832 году он был рукоположен в сан священника.
Первым значительным научным трудом его было «Die Apologetik der Kirche» (Мюнстер, 1835) («Апологетика Церкви»); затем Берлаге написал и издал капитальное сочинение  в семи томах «Die katholische Dogmatik» (Мюнстер, 1839—63) («Католическая догматика»), которое считается выдающимся трудом в новейшей католической литературе в Германии. В своей «Догматике» Берлаге проводит мысль, что для решения задач, предъявляемых богословием философией: исследование рациональных основ веры в откровении и доказательства её истинности и разумности; а также освещение сущности веры и содействие более глубокому её пониманию — необходима полная самостоятельность философии и независимость её от авторитета; при этом, философия не должна претендовать на главенство в сверхъестественной части веры и безусловно должна подчиняться церкви в вопросах религии.
Берлаге был назначен сначала доцентом, затем регулярным профессором для чтений лекций по апологетике и нравственного богословия, но в конце концов он ограничился чтением лекций по догматическому богословию. Берлаге стал деканом факультета в 1849 году. Берлаге вместе с Августом Биспингом, Йозефом Шване и другими, сделали высокую репутацию факультета в области вероучения.

## Труды
- Apologetik der kirche (англ.). — Theissing, 1834.
- Einleitung in die christkatholische dogmatik (нем.). — Theissingschen Buchhandlung, 1839.
- Christkatholische Dogmatik, Volumes 1-3 (нем.). — Münster, 1839-48.
- Christkatholische Dogmatik, Volume 1. Münster 1839 Архивная копия от 20 февраля 2015 на Wayback Machine
- Christkatholische Dogmatik, Volume 2. Münster 1846 Архивная копия от 20 февраля 2015 на Wayback Machine
- Christkatholische Dogmatik, Volume 3. Münster 1848 Архивная копия от 20 февраля 2015 на Wayback Machine
- Christkatholische Dogmatik, Volume 4. Münster 1853 Архивная копия от 20 февраля 2015 на Wayback Machine
- Christkatholische Dogmatik, Volume 5. Münster 1856 Архивная копия от 20 февраля 2015 на Wayback Machine
- Christkatholische Dogmatik, Volume 6. Münster 1858 Архивная копия от 20 февраля 2015 на Wayback Machine
- Christkatholische Dogmatik, Volume 7 (нем.). — Münster, 1864.
- Die dogmatische Lehre von den Sakramenten und letzten Dingen (нем.). — Theissing, 1864.